# Lago Röblin
El lago Röblin (en alemán: Röblinsee) es un lago situado al norte de la ciudad de Berlín, en el distrito rural de Alto Havel —junto a la frontera con el estado de Mecklemburgo-Pomerania Occidental—, en el estado de Brandeburgo (Alemania); tiene una longitud máxima de 2 km y una anchura máxima de 0.5 km.
Este lago está atravesado por el río Havel, proveniente del lago Ziern y en dirección al lago Baalen.